# Cultura de Dapenkeng
La cultura de Dapenkeng (en chino tradicional, 大坌坑文化; pinyin, Dàbènkēng wénhuà ) fue una cultura neolítica temprana que apareció en el norte de Taiwán entre 4000 y 3000 a. C. y se extendió rápidamente por la costa de la isla, así como por las islas Penghu al oeste. La mayoría de los estudiosos creen que esta cultura fue traída a través del estrecho de Taiwán por los antepasados de los aborígenes taiwaneses de hoy, que hablaban los primeros idiomas austronesios. No se ha identificado ninguna cultura ancestral en el continente, pero una serie de características compartidas sugieren contactos en curso.

## Características
El sitio tipo en el distrito de Bali, Nueva Taipéi, en el noroeste de Taiwán, fue descubierto en 1958. Otros sitios importantes excavados antes de 1980 son la capa más baja del sitio arqueológico Fengbitou en el distrito de Linyuan, Kaohsiung y Bajiacun en el distrito de Gueiren, Tainan, ambos en el suroeste de la isla. Desde entonces, se han encontrado sitios de la cultura de Dapenkeng en áreas costeras alrededor de la isla y en las islas Penghu en el estrecho de Taiwán.
La cerámica de Dapenkeng es gruesa y arenosa, y de color marrón claro a oscuro. Los tipos principales son grandes jarras y cuencos globulares. El exterior de los frascos está cubierto con marcas de cordón impresas, a excepción de los bordes ensanchados, que están decorados con diseños lineales incisos. Los sitios de Dapenkeng también han producido varios tipos de herramientas líticas, tales como:
- Guijarros picoteados, hasta 20 cm de ancho, probablemente se utilizaron como plomos de red.
- Se encontraron batidores de corteza en dos sitios.
- Azuelas que estaban muy pulidas, con una sección transversal rectangular. Las azuelas con hombros hechos de basalto aparecen más tarde en el período y se cree que provienen de un taller en Penghu.
- Se encontraron muchas puntas triangulares, planas y delgadas de pizarra verde, cada una con un agujero en el centro.[4][5]

También se han encontrado cuchillos de siega hechos con conchas de ostra y algunas herramientas y adornos hechos con huesos y astas. Los habitantes se dedicaban a la horticultura y la caza, pero también dependían en gran medida de conchas y peces marinos. Más adelante en el período cultivaron arroz y moha.
Alrededor del 2500 a. C., la cultura de Dapenkeng se convirtió en culturas diferenciadas localmente por toda la isla de Taiwán. Debido a la continuidad con culturas posteriores, la mayoría de los estudiosos creen que la gente de Dapenkeng eran los antepasados de los aborígenes taiwaneses de hoy y hablaban idiomas austronesios.

## Antecedentes propuestos
Taiwán fue colonizada por primera vez por personas del Paleolítico, que llegaron a la isla durante la glaciación del Pleistoceno tardío, cuando los niveles del mar eran más bajos y el estrecho de Taiwán era un puente terrestre. Aunque la cultura paleolítica de Changbin se superpone con los primeros sitios de Dapenkeng, los arqueólogos no han encontrado evidencia de desarrollo evolutivo y asumen que la cultura de Dapenkeng debe haber llegado de otra parte. El candidato más probable es la costa de Fujian al otro lado del estrecho de Taiwán, que tiene un ancho de 130 km en su punto más estrecho. Sin embargo, los datos arqueológicos de esa área son bastante limitados. Se han excavado tres sitios principales del Neolítico temprano:
- El sitio de Keqiutou en la isla de Haitan fue parcialmente destruido por actividades posteriores, pero ha sido excavado por arqueólogos de Fujian.[14] Presenta guijarros labrados, azuelas pulidas y puntas similares a las de los sitios de Dapenkeng. La decoración de la cerámica es más variada.[15]
- El sitio de Fuguodun en Kinmen fue encontrado por un geólogo y excavado de manera ad hoc.[16] Parte de la cerámica está decorada con marcas de cordón, pero el estampado con conchas es más común.[17]
- El sitio de Jinguishan en Kinmen presenta cerámica similar a Fuguodun, pero sin marcas de cordón.[18]

K.C. Chang argumentó que Fuguodun y Dapenkeng eran variantes regionales de la misma cultura. Otros eruditos los consideran culturas distintas, señalando diferencias en los estilos de alfarería.
Estas culturas de la costa continental parecen haber aparecido abruptamente sin precursores locales, y sus orígenes no están claros. Chang y Ward Goodenough sostienen que estas culturas reflejan la influencia de las culturas Hemudu y Majiabang de la zona del bajo Yangtsé, aunque no están seguros de si esto fue el resultado de la migración o el comercio. Peter Bellwood está de acuerdo en que el paquete cultural austronesio provino de esta área, pero aún no se ha encontrado evidencia arqueológica que lo confirme.